# Christmas Creek Mine
Die Christmas Creek Mine ist ein Eisenerzbergwerk in der Pilbara-Region von Western Australia, 61 Kilometer südwestlich von Nullagine in der Chichester Range.
Das Bergwerk befindet sich im Eigentum der Fortescue Metals Group und ist eines der beiden Erzbergwerke, die das Unternehmen in der Pilbara-Region neben der Cloud Break Mine betreibt, die 50 Kilometer westlich des Christmas Creek liegt.
Fortescue ist das drittgrößte Unternehmen in der Pilbara, nach der Rio Tinto Group und BHP Billiton.

## Aufbau und Betrieb
| \| \|                                                                          |
| Bergbau in der Pilbara-Region. Der rote Punkt markiert die Lage des Bergwerks. |
|                                                                                |

Fortescue baute für die Bergwerke Cloud Break und Christmas Creek seit 2003 Wohnungen, und sie begann mit dem Bau der Hafenanlagen am Port Hedland im Februar 2006, nachdem sie ihr Kapital auf AUD 3,2 Milliarden im August 2006 aufgestockt hatte, um das Projekt zu finanzieren. Der Bau der Cloud Break Mine begann im Oktober 2006, und der Erzabbau begann im Oktober 2007. Die Eisenerzproduktion in der Mine begann 2008, und im ersten Jahr ihres Betriebs wurden 28 Millionen Tonnen Eisenerz produziert.
Das Erz der Mine wird dort weiter verarbeitet. Zuerst wird es auf LKWs verladen, bis zur Cloud Break Mine und von dort zur Küste von Port Hedland durch die Fortescue Railway transportiert und anschließend auf Schiffe verladen. Der Bau einer 280 Kilometer langen Eisenbahnstrecke von der Cloud Break Mine bis zum Herb Elliott Port bei Port Hedland wurde im November 2006 begonnen und nach 18 Monaten in Betrieb genommen. Ein Zyklon tötete im März 2007 zwei Arbeiter dieses Projekts und verzögerte die Inbetriebnahme. Der erste Zug der Mine erreichte den Hafen am 5. April 2008. Eine 50 km lange Schienenverbindung, die im Dezember 2010 eröffnet wurde, führt von der Christmas Creek Mine bis zur Cloud Break Mine und ermöglicht einen durchgehenden Transport bis zum Hafen; weitere Verbesserungen der Schienenverbindung plant Fortescue.
Die Arbeitskräfte des Bergwerks werden in einem 2-wöchentlichen Wechsel eingeflogen.
Ursprünglich plante Fortescue, die Produktion bei der Cloud Break Mine durch eine Erneuerung der Produktionsanlagen in Höhe von US-$ 220 Millionen auf 55 Millionen Tonnen zu erhöhen, aber das Vorhaben wurde im Oktober 2009 aufgegeben, da es zu Differenzen mit den chinesischen Investoren kam. Stattdessen entschied Fortescue, die Lagerstätte am Christmas Creek für US-$ 360 Millionen durch ein Bergwerk und eine Produktionsanlage weiterzuentwickeln und mit dem existierenden Schienennetz zu verbinden. Die Christmas Creek Mine war in der Lage, 16 Millionen Tonnen Eisenerz im ersten Jahr ihres Betriebes zu produzieren. Fortescue beabsichtigt, 2012 mit ihren Bergwerken jährlich 95 Million Tonnen zu produzieren, anstelle der ursprünglich geplanten 120 Millionen.
Das Bergwerk Christmas Creek transportierte zuerst Eisenerz mit LKWs bis zum Juni 2009 zur weiteren Verarbeitung zur Cloud Break Mine. Der Bau der Erzverarbeitungsanlage begann im November 2009 und sollte nach 13 Monaten fertiggestellt sein und im Februar 2011 ihren Betrieb aufnehmen.